# Галерија Нова
Галерија Нова једна је од излагачких простора у Кикинди. Налази се на Тргу српских добровољаца 21, у оквиру Народног музеја Кикинда.

## Историјат
Галерија „Нова” је отворена у Народном музеју Кикинда априла 2023. године, у приземљу зграде ове установе.
Прву изложбу „У великом формату” су чинила дела сликара 20. века из Галерије ликовне и музичке уметности САНУ. Међу њима су били радови великог формата Марка Челебоновића, Петра Омчикуса, Предрага Пеђе Милосављевића, Петра Лубарде, Миће Поповића, Младена Србиновића и других.
Галерија је настала адаптацијом која је трајала две године и финансирана је средствима Министарства културе Републике Србије кроз програм „Градови у фокусу”. У радове на адаптацији музејског простора у галерију, површине триста квадратних метара, уложено је шеснаест милиона динара од чега је Министарство обезбедило десет милиона динара, а остатак је финансиран из буџета града Кикинде.
Галерија је за ширу јавност отворена 13. маја, у Ноћи музеја, која у просеку броји око хиљаду посетилаца.